# Шлях через рівнину
Шлях через рівнину (англ. The Plains of Passage) — епічний історично-фантастичний роман американської письменниці Джін Мері Ауел, опублікований у 1990 році. Продовження роману «Мисливців на мамонтів» і четверта книга в серії «Діти Землі».

## Стислий сюжет
Роман «Шлях через рівнину» описує мандрівку Ейли та Джондалара на захід вверх по річці Великої Матері (Дунай), від дому «Мисливців на мамонтів» (сучасні південна Україна і північна Румунія) до батьківщини Джондалара (поблизу комуни Les Eyzies, в департаменті Дордонь, Франція). Під час цієї подорожі мандрівники зустрічається з різними племенами кроманьйонців, які живуть уздовж їхнього маршу подорожі. Ці зустрічі, ставлення до навколишніх народів, погляди та переконання цих племен та відповіді їм Ейли та Джондалара на їхні запитання, страхи та забобони, є важливою частиною цієї історії.
В оповіді описані персонажі різних характерів та природи: від невинних до кровожерних, від серйозних до комічних, від благородних до негідних, від творців до руйнівників і від мирних до войовничих. Усі ці якості тим чи іншим чином також стосуються Ейли і Джондалара. Ейла (і певною мірою Джондалар) часто сприймаються своїми новими друзями як містичні або надприродні постаті, частково завдяки її дружбі з першими відомими прирученими тваринами: кіньми та вовком, а також завдяки їх щедрій на знання природі (сутності) та мудрості.
Коли вони зустрічаються з племенем Шарамудоїв, які Джондалар та його брат вже зустрічали під час подорожі на схід, їм важко було покинути гостинних господарів, особливо після пропозиції приєднатися до високопоставленої пари Шарамудоїв. Джондалар відмовляється від пропозиції, надаючи як виправдання своє бажання переконатися, що надприродні можливості і духовність його людей допоможе померлому молодшому брату «успішно» перейти в потойбічний світ.
Роман завершується успішним але дуже небезпечним переходом Ейли та Джондалара через Альпи і їх щасливим поверненням до Зеландонії. При їх зустрічі з родиною Джондалара було об'явлено про вагітності Ейли та ймовірну вагітність Вінні.
Роман «Шлях через рівнину» — одна з найдовших книг із серії «Діти Землі». Її сюжет буде продовжено в книзі «Під захистом каменю».

## Критика
Американський журнал «Entertainment Weekly» дав роману оцінку B+ після виходу в світ у 1990 році, пояснивши, що він має на увазі «захоплення низькою інтенсивністю [подібним до] власне походу по пустелі». «Entertainment Weekly» також стверджує, що «Основна сила Джін М. Ауел — це мелодрама, яка була піднесена до рівня серйозної, скрупульозної оповіді, яку виявили бажання прочитати багато людей. У випадку Д. Ауел дидактична складова є постфеміністською алегорією, яка підтверджує нове місце жінки в суспільстві, однією ногою на робочому місці (полювання / збирання), а іншою ще міцніше прив'язаною до домашнього вогнища» Д. Ауель часто хвалять за її знання з палеоліту, і ця книга в серії «Діти Землі» не є винятком.

## Громадська реакція
Роман «Шлях через рівнину» знаходився тижнями в списку бестселерів газети «Нью-Йорк таймс» у 1990—1991 роках. Наразі роман має рейтинг 3,7 / 5 на інтернет-порталі Goodreads та 4,5 / 5 на вебсайті компанії Barnes & Noble. Деякі читачі вважають, що ця книга має забагато скрупульозного опису та дуже детальну інформацію, але загалом вона була сприйнята з захопленням.